# Roberto Passani Buggiani
Roberto Passani Buggiani   (Barcelona, 22 d'octubre de 1899 - Barcelona, 16 de novembre de 1983), Passani II, fou un futbolista català d'ascendència italiana de la dècada de 1910. El seu germà Mario Passani Buggiani també fou futbolista.
Després de retirar-se del futbol, es va dedicar a la professió d'escultor i marbrista.

## Trajectòria
Jugava a la posició de davanter.
Començà a destacar a l'infantil del FC Espanya. Fou un dels futbolistes més destacats d'aquest club de la dècada de 1910, amb el qual guanyà el Campionat de Catalunya el 1917. Disputà dos partits amistosos amb el FC Barcelona l'any 1917, en els quals marcà un gol.
També formà part de la selecció catalana de futbol amb la qual jugà el 1916 i 1917.

## Palmarès
- Campionat de Catalunya de futbol:
  - 1917